# Campeonato Paraguayo de Fútbol 2006
El Campeonato Paraguayo de Fútbol 2006 fue el nonagésimo sexto campeonato oficial de Primera División organizado por la APF. Se puso en marcha el 27 de enero, y llegó a su fin el 10 de diciembre, con la participación de once clubes. Este estuvo compuesto por tres etapas: el Torneo Apertura, que lo ganó Libertad; el Torneo Clausura, que se lo adjudicó Cerro Porteño en forma invicta; y la Final, en la que se enfrentaron estos dos equipos.
El campeón fue el Club Libertad, logrando su título número 11 de Primera División.

## Sistema de competición
El modo de disputa implementado consiste en dos torneos cortos (Apertura y Clausura), independientes entre sí, con el sistema de todos contra todos a partidos de ida y vuelta, es decir a dos rondas compuestas por diez jornadas cada una con localía recíproca. Se convierte en campeón de cada uno de los torneos el equipo que acumula la mayor cantidad de puntos al término de las 20 jornadas del certamen en juego. En caso de haberse producido igualdad entre dos contendientes, habrían definido el título en un partido extra. Si hubiera sido más de dos, se resuelve según los siguientes parámetros:
1) saldo de goles;
2) mayor cantidad de goles marcados;
3) mayor cantidad de goles marcados en condición de visitante;
4) sorteo.
Tras haber finalizado ambos torneos, se disputará una finalísima de ida y vuelta entre los ganadores del torneo Apertura y Clausura para definir al equipo campeón y subcampeón del año. Si un mismo equipo hubiera ganado ambos torneos, se consagraría campeón absoluto en forma automática, resultando subcampeón absoluto el ganador de un encuentro de ida y vuelta disputado por los subcampeones del torneo Apertura y Clausura.

## Producto de la clasificación

### Directo
- El torneo coronó al campeón número 96 en la historia de la Primera División de Paraguay.

- Este obtuvo a su vez el acceso a la llave principal de la próxima edición de la Copa Libertadores de América y de la siguiente edición de la Copa Sudamericana; mientras que el subcampeón obtuvo el acceso únicamente a la llave principal de la siguiente Copa Libertadores.

- Por medio de la combinación de puntos de los dos torneos cortos se concedieron un cupo para la fase preliminar de la Copa Libertadores y se determinaron los cuatro equipos que competirían en una Liguilla Pre-Sudamericana para determinar el último cupo para la Copa Sudamericana, ambas a realizarse en 2007.

### Indirecto
- Sobre la base de sus promedios obtenidos en las últimas tres temporadas, fueron determinados el equipo descendido a Segunda División.

## Relevo anual de clubes
| Ascendidos a la Primera División                        |
| ------------------------------------------------------- |
| 2 de Mayo (Campeón de División Intermedia)              |
| Fernando de la Mora (Subcampeón de División Intermedia) |

| Descendidos a División Intermedia |
| --------------------------------- |
| General Caballero (Peor promedio) |

## Equipos participantes
| Equipo              | Fundación               | Ciudad               | Estadio                | Capacidad |
| ------------------- | ----------------------- | -------------------- | ---------------------- | --------- |
| 12 de Octubre       | 14 de agosto de 1914    | Itauguá              | Juan Canuto Pettengill | 8.000     |
| 2 de Mayo           | 6 de diciembre de 1935  | Pedro Juan Caballero | Río Parapití           | 25.000    |
| 3 de Febrero        | 20 de noviembre de 1970 | Ciudad del Este      | Antonio Oddone Sarubbi | 28.000    |
| Cerro Porteño       | 1 de octubre de 1912    | Asunción             | General Pablo Rojas    | 32.000    |
| Fernando de la Mora | 25 de diciembre de 1925 | Asunción             | Emiliano Ghezzi        | 8.000     |
| Guaraní             | 12 de octubre de 1903   | Asunción             | Rogelio Livieres       | 6.000     |
| Libertad            | 30 de julio de 1905     | Asunción             | Dr. Nicolás Leoz       | 10.000    |
| Nacional            | 5 de junio de 1904      | Asunción             | Arsenio Erico          | 4.000     |
| Olimpia             | 25 de julio de 1902     | Asunción             | Manuel Ferreira        | 15.000    |
| Sportivo Luqueño    | 1 de mayo de 1921       | Luque                | Feliciano Cáceres      | 25.000    |
| Tacuary             | 10 de diciembre de 1923 | Asunción             | Roberto Béttega        | 7.000     |

El campeonato contó con la participación de once equipos, en su gran mayoría pertenecientes al departamento Central y la Capital.
Siete son de la capital del país, Asunción; en tanto que dos provienen de ciudades cercanas a ésta, Itauguá, Luque. Finalmente, dos se localizan en importantes capitales departamentales, casualmente limítrofes con Brasil: Ciudad del Este y Pedro Juan Caballero.
Los únicos clubes que nunca abandonaron esta categoría (también conocida como División de Honor) son tres: Olimpia, Guaraní y Cerro Porteño, completando 96, 95 y 90 participaciones, respectivamente.

### Distribución geográfica de los equipos
| Región                      | Cant. | Equipos                                                                           |
| --------------------------- | ----- | --------------------------------------------------------------------------------- |
| Distrito Capital            | 7     | Cerro Porteño, Fernando de la Mora, Guaraní, Libertad, Nacional, Olimpia, Tacuary |
| Departamento Central        | 2     | 12 de Octubre, Sp. Luqueño                                                        |
| Departamento de Alto Paraná | 1     | 3 de Febrero                                                                      |
| Departamento de Amambay     | 1     | 2 de Mayo                                                                         |

## Torneo Apertura 2006
Se inició el viernes 27 de enero y culminó el sábado 3 de junio. Este fue el primer certamen del año el cual otorgó a su ganador un cupo directo para la Copa Libertadores 2007. El formato de disputa fue el de todos contra todos, a partidos de ida y vuelta, con 22 fechas en juego. Resultó campeón el club Libertad.

### Clasificación
| Pos. | Equipos             | PJ | PG | PE | PP | GF | GC | Dif. | Pts. |
| ---- | ------------------- | -- | -- | -- | -- | -- | -- | ---- | ---- |
| 1.   | Libertad            | 20 | 13 | 3  | 4  | 42 | 20 | 22   | 42   |
| 2.   | Cerro Porteño       | 20 | 12 | 4  | 4  | 36 | 22 | 14   | 40   |
| 3.   | Tacuary             | 20 | 10 | 4  | 6  | 34 | 33 | 1    | 34   |
| 4.   | Sportivo Luqueño    | 20 | 9  | 6  | 5  | 39 | 29 | 10   | 33   |
| 5.   | 12 de Octubre       | 20 | 8  | 4  | 8  | 25 | 31 | -6   | 28   |
| 6.   | Olimpia             | 20 | 8  | 3  | 9  | 34 | 30 | 4    | 27   |
| 7.   | 2 de Mayo           | 20 | 6  | 7  | 7  | 29 | 33 | -4   | 25   |
| 8.   | Nacional            | 20 | 6  | 6  | 8  | 42 | 36 | 6    | 24   |
| 9.   | Guaraní             | 20 | 5  | 6  | 9  | 34 | 43 | -9   | 21   |
| 10.  | 3 de Febrero        | 20 | 5  | 4  | 11 | 29 | 41 | -12  | 19   |
| 11.  | Fernando de la Mora | 20 | 3  | 3  | 14 | 21 | 47 | -26  | 12   |

### Máximos goleadores
| País                | Jugador         | Equipo           | Goles |
| ------------------- | --------------- | ---------------- | ----- |
| Bandera de Uruguay  | Rodrigo López   | Libertad         | 19    |
| Bandera de Paraguay | Óscar Cardozo   | Nacional         | 15    |
| Bandera de Paraguay | Javier González | Sportivo Luqueño | 12    |
| Bandera de Uruguay  | Martín García   | Olimpia          | 11    |

## Torneo Clausura 2006
Se inició el viernes 14 de julio y culminó el domingo 3 de diciembre. Este fue el segundo certamen del año el cual otorgó a su ganador un cupo directo para la Copa Libertadores 2007. El formato de disputa fue idéntico al del Torneo Apertura. Resultó campeón invicto el club Cerro Porteño.

### Clasificación
| Pos. | Equipos             | PJ | PG | PE | PP | GF | GC | Dif. | Pts. |
| ---- | ------------------- | -- | -- | -- | -- | -- | -- | ---- | ---- |
| 1.   | Cerro Porteño       | 20 | 16 | 4  | 0  | 35 | 10 | 25   | 52   |
| 2.   | Libertad            | 20 | 12 | 5  | 3  | 35 | 20 | 15   | 41   |
| 3.   | 2 de Mayo           | 20 | 9  | 6  | 5  | 27 | 21 | 6    | 33   |
| 4.   | Tacuary             | 20 | 8  | 8  | 4  | 25 | 19 | 6    | 32   |
| 5.   | Nacional            | 20 | 8  | 5  | 7  | 29 | 21 | 8    | 29   |
| 6.   | Olimpia             | 20 | 5  | 8  | 7  | 22 | 22 | 0    | 23   |
| 7.   | Sportivo Luqueño    | 20 | 5  | 8  | 7  | 20 | 30 | -10  | 23   |
| 8.   | Guaraní             | 20 | 4  | 9  | 7  | 21 | 26 | -5   | 21   |
| 9.   | 3 de Febrero        | 20 | 4  | 5  | 11 | 17 | 26 | -9   | 17   |
| 10.  | 12 de Octubre       | 20 | 3  | 5  | 12 | 21 | 35 | -14  | 14   |
| 11.  | Fernando de la Mora | 20 | 3  | 3  | 14 | 14 | 36 | -22  | 12   |

### Máximos goleadores
| País     | Jugador           | Equipo        | Goles |
| -------- | ----------------- | ------------- | ----- |
| Paraguay | Juan Samudio      | Libertad      | 9     |
| Paraguay | Édison Giménez    | 2 de Mayo     | 8     |
| Paraguay | Gilberto Palacios | Tacuary       | 8     |
| Paraguay | Erwin Ávalos      | Cerro Porteño | 7     |
| Uruguay  | Rodrigo López     | Libertad      | 7     |

## Final
Se disputaron dos partidos, ambos en el Estadio Defensores del Chaco. El primero, el miércoles, 6 de diciembre, que acabó igualado con el marcador en blanco. Y el decisivo, el domingo, 10 de diciembre, cuyo resultado final fue de 2 goles contra 1 a favor del equipo que lograría con ese triunfo el título de Campeón Absoluto de la Temporada 2006: el club Libertad.
| 6 de diciembre de 2006, 20:10 (GMT), Unicanal | Cerro Porteño | 0:0 | Libertad | Estadio Defensores del Chaco, Asunción                                     |  |
|                                               |               |     |          | Asistencia: Aprox. 7.000 espectadores Árbitro(s): Carlos Torres (Paraguay) |  |

| 10 de diciembre de 2006, 18:10 (GMT), Multicanal Canal 8 | Libertad                                     | 2:1 (2:0) | Cerro Porteño          | Estadio Defensores del Chaco, Asunción                                 |                                                                        |
|                                                          | Hernán Rodrigo López 24' · Sergio Aquino 28' |           | Alejandro Da Silva 60' | Asistencia: 34.300 espectadores Árbitro(s): Carlos Amarilla (Paraguay) | Asistencia: 34.300 espectadores Árbitro(s): Carlos Amarilla (Paraguay) |

| Libertad 11º título |

## Clasificación para copas internacionales

### Puntaje acumulado
El puntaje acumulado de un equipo es la suma del obtenido en los torneos Apertura y Clausura del 2006. Este determinó al cierre de temporada la clasificación de los representantes de la APF en los torneos de Conmebol del año siguiente.
- Para la Copa Libertadores 2007 clasificaron tres. En la plaza número uno, el campeón Absoluto de la Temporada 2006 (Libertad). En la plaza número dos, el subcampeón Absoluto de la Temporada 2006 (Cerro Porteño). Ambos obtuvieron cupos para disputar directamente la fase de grupos. En la plaza número tres, el equipo con mayor puntaje acumulado, sin contar a los otros dos clasificados (Tacuary). Este tuvo que disputar la primera fase para obtener un cupo para la fase de grupos.

- Para la Copa Sudamericana 2007 clasificaron dos. En la plaza número uno, el campeón Absoluto del Torneo 2006 (Libertad). En la plaza número dos, el ganador de una Liguilla Pre-Sudamericana jugada entre los cuatro mejores puntajes acumulados exceptuando Libertad (Tacuary).

Se tomó en cuenta la diferencia de goles en caso de paridad de puntos. 
| Copa | Pos. | Equipos             | PJ | PG | PE | PP | GF | GC | Dif. | Pts. |
| ---- | ---- | ------------------- | -- | -- | -- | -- | -- | -- | ---- | ---- |
|      | 1.   | Cerro Porteño       | 40 | 28 | 8  | 4  | 71 | 32 | 39   | 92   |
|      | 2.   | Libertad            | 40 | 25 | 8  | 7  | 77 | 40 | 37   | 83   |
|      | 3.   | Tacuary             | 40 | 18 | 12 | 10 | 59 | 52 | 7    | 66   |
|      | 4.   | 2 de Mayo           | 40 | 15 | 13 | 12 | 56 | 54 | 2    | 58   |
|      | 5.   | Sportivo Luqueño    | 40 | 14 | 14 | 12 | 59 | 59 | 0    | 56   |
|      | 6.   | Nacional            | 40 | 14 | 11 | 15 | 71 | 57 | 14   | 53   |
|      | 7.   | Olimpia             | 40 | 13 | 11 | 16 | 56 | 52 | 4    | 50   |
|      | 8.   | Guaraní             | 40 | 9  | 15 | 16 | 55 | 69 | -14  | 42   |
|      | 9.   | 12 de Octubre       | 40 | 11 | 9  | 20 | 46 | 66 | -20  | 42   |
|      | 10.  | 3 de Febrero        | 40 | 9  | 9  | 22 | 46 | 67 | -21  | 36   |
|      | 11.  | Fernando de la Mora | 40 | 6  | 6  | 28 | 35 | 83 | -48  | 24   |

|  |                                                                             |
|  | Clasificado a Copa Libertadores 2007 y Copa Sudamericana 2007.              |
|  | Clasificado a Copa Libertadores 2007 y a la Liguilla Pre-Sudamericana 2007. |
|  | Clasificado a la Liguilla Pre-Sudamericana 2007.                            |

### Liguilla Pre-Sudamericana 2006
Se realizó una liguilla entre los cuatro equipos mejor ubicados en la tabla acumulativa, exceptuando a Libertad, que ya había clasificado en condición de Campeón Absoluto. El formato era a un único partido eliminatorio, y los ganadores disputaban un único partido final. El ganador obtuvo el último cupo para disputar la Copa Sudamericana 2007.
En caso de producirse un empate, el equipo mejor posicionado en la tabla acumulativa sería el ganador.

#### Semifinales
| 13 de diciembre de 2006 | 2 de Mayo       | 1:1 (1:0) | Tacuary                |  |  |
|                         | Jorge Valdez 9' |           | Patrocinio Samudio 69' |  |  |

- Tacuary clasificó a la final al estar mejor clasificado que 2 de Mayo en la tabla acumulativa.

| 13 de diciembre de 2006 | Cerro Porteño                           | 2:0 (1:0) | Sportivo Luqueño |  |  |
|                         | Pablo Escobar 34' · Jorge Achucarro 62' |           |                  |  |  |

- Cerro Porteño clasificó a la final al derrotar a Sportivo Luqueño con un marcador de 2:0.

#### Final
| 17 de diciembre de 2006 | Tacuary                                                     | 3:2 (1:0) | Cerro Porteño                          |  |  |
|                         | Hugo Luzardi 6' · Gilberto Palacios 73' · Lorenzo Silva 87' |           | Rubén Benítez 62' · Roberto Ovelar 92' |  |  |

- Tacuary obtuvo el cupo para disputar la Copa Sudamericana 2007 al vencer a Cerro con un marcador de 3:2.

## Descenso y promoción de categoría

### Puntaje promedio
El promedio de puntos de un equipo es el cociente que se obtiene de la división de su puntaje acumulado en las últimas tres temporadas (seis torneos) por la cantidad de partidos que haya disputado durante dicho período. Este determinó, al cierre del torneo Clausura, el descenso a la Segunda División del equipo que finalizó en el último lugar del escalafón.
| Pos. | Equipos             | 2004 | 2005 | 2006 | Total | PJ  | Promedio |
| ---- | ------------------- | ---- | ---- | ---- | ----- | --- | -------- |
| 1.   | Cerro Porteño       | 79   | 72   | 92   | 243   | 112 | 2,170    |
| 2.   | Libertad            | 69   | 51   | 83   | 203   | 112 | 1,813    |
| 3.   | 2 de Mayo           | -    | -    | 58   | 58    | 40  | 1,450    |
| 4.   | Tacuary             | 52   | 47   | 66   | 165   | 112 | 1,473    |
| 5.   | Nacional            | 47   | 57   | 53   | 157   | 112 | 1,402    |
| 6.   | Guaraní             | 51   | 51   | 42   | 144   | 112 | 1,286    |
| 7.   | 3 de Febrero        | -    | 56   | 36   | 92    | 72  | 1,278    |
| 8.   | Sportivo Luqueño    | 37   | 42   | 56   | 135   | 112 | 1,205    |
| 9.   | Olimpia             | 39   | 44   | 50   | 133   | 112 | 1,188    |
| 10.  | 12 de Octubre       | 36   | 40   | 42   | 118   | 112 | 1,054    |
| 11.  | Fernando de la Mora | -    | -    | 24   | 24    | 40  | 0,600    |

|  |                                |
|  | Descendido a Segunda División. |

El club Fernando de la Mora regresó a la Segunda División por haber terminado en la última colocación de la tabla de promedios. Para la siguiente temporada se produjo el ascenso directo de dos clubes: el Sol de América y el Sportivo Trinidense, campeón y subcampeón de la División Intermedia, respectivamente. De esta manera, en 2007, la Primera División elevó a doce su cantidad de participantes.